# Genoplesium plumosum
Genoplesium plumosum är en orkidéart som först beskrevs av Herman Montague Rucker Rupp, och fick sitt nu gällande namn av David Lloyd Jones och Mark Alwin Clements. Genoplesium plumosum ingår i släktet Genoplesium och familjen orkidéer. Inga underarter finns listade i Catalogue of Life.